# Владимир К. Миличић
Владимир К. Миличић (Велико Вуковје, општина Гарешница, 21. децембра 1929) је српско-амерички лингвиста, филолог, преводилац и књижевни теоретичар. Професор је емеритус Western Washington University. Живи у Аризони.
Основно образовање започео у школи “Старина Новак” у Београду, а завршио у Бежанији, Нови Београд. Два разреда гимназије завршио у Реалној гимназији у Земуну од 1941. до 1942. године. По преласку у Београд наставља пети и шести разред у IX мушкој реалној гимназији где је положио малу матуру 1944. године. Исте године постаје омладински првак Србије у шаху. Године 1945. победио велемајстора Светозара Глигорића у шаховској партији. Потом, седми и осми разред гимназије завршава у VI мушкој гимназији где је као одличан ученик ослобођен велике матуре (1948. године). Исте године уписује се на Филозофски факултет, група за Енглески језик и књижевност, где је 1953. године апсолвирао. Учи есперанто језик и постаје експерт на том подручју.
Одлази у Париз 1953. где се уписује на Православни богословски институт Светог Сергија у Паризу (Свято-Сергиевский православный богословский институт, Institut de théologie orthodoxe Saint-Serge, The St. Sergius Orthodox Theological Institute). У Паризу се дружи са Десимиром Тошићем, Божидаром Влајићем, Иваном Пајићем и Милорадом Гајићем. Раде заједно у часопису Наша реч где промовишу демократске идеје. По завршетку студија одлази у Сједињене Америчке Државе и од 1959. до 1962. године студира лингвистику на Универзитету у Чикагу.  1965. добија диплому Master of Arts на Универзитету у Чикагу и статус PHD. кандидата (Doctor of Philosophy). У САД 1965. постаје члан Демократске странке, чији је члан и данас.
Од 1962. до 1966. имао је статус инструктора/асистента за руски језик и књижевност на Western Washington State College. Од 1966. до 1980. Постаје асистент професор на Western Washington University. Од 1980. постаје ванредни професор на истом универзитету. Одлази у пензију 1988. као професор Western Washington University (Department of foreign languages and literatures).
За време његовог студирања на чикашком универзитету велики утицај на њега извршили су Ноам Чомски и Роман Јакобсон. Његов интерес за метрику трајао је више од три деценије. Од 1966. године директор лингвистичког програма генеративне граматике на WWU.
Владимир Миличић је професор руског језика и лингвистике на Western Washington University од 1962. Међу многим достигнућима током своје дуге каријере добио је Грант Националне научне фондације 1970. године. Био је председник лингвистичке секције Западнословенског удружења. Посебну похвалу стекао је организовањем седам симпозијума на којима је био и главни уредник: Симпозијум о структурализму (1973), Симпозијум о интердисциплинарним аспектима академских дисциплина (1983), Симпозијум о спољним структурама Запада (1986), Симпозијум о глупости (1989), Хаос и теорија Хаоса (1993), Непостојећи објекти (1993).
Излагао је научне радове у САД, Канади, Француској и двадесет година је био директор лингвистичког програма на Western Washington University до 1993.
Проглашен је 1984. за најбољег професора године: „Excellence in Teaching Award in Department of Foreign Languages“. У његову част професори WWU 1995. године штампају посебну књигу, хрестоматију текстова Festchrift in honor of Vladimir Milicic.
Започео je 1998. године рад на компјутерском часопису Критика ЕТЦ. Окупио је бројне сараднике: преводиоца и предавача на SEESS у Лондону Душка Пувачића, књижевницу Јелену Марковић и друге. Исте године започео прикупљање средстава за публиковање монографије Десимира Тошића.
Писао је чланке о поезији, метрици, загонеткама, семиотици и уметности, објавио је књигу на теме поезије и метрике. Отишао је у пензију 1994. године као професор емеритус. Као пензионер преселио се у Аризону, где се активно бавио фотографијом. 
Београдска “Просвета” објављује 2019. његову капиталну студију Пуни модел српске двосложне метрике, као и збирку Носталгија – песме и фотографије.
Био је ожењен песникињом Миленом Миличић са којом има сина Игора Голдина, познатог позоришног редитеља на Бродвеју.
Теоријски допринос
Као познавалац опште српске (српско-хрватске), енглеске и руске версификације и метрике установио је да су  и структура бинарног метричког реда и структура риме засноване на слогу. Формулисао је правила српске метрике и позабавио се и решио већину збуњујућих проблема који се налазе у њима. Велики део ових научних анализа налази се у његовој капиталној студији Пуни модел српске двосложне метрике (2019). Његова аналитичка интересовања привукла су га ка народним загонеткама и њиховој конструкцији. Његова међујезичка анализа загонетки показала је да отприлике 20% загонетки садржи уграђени анаграматизовани одговор унутар саме текстуре загонетке. Такође је представио врсте анаграма у  загонеткама од релативно очигледних до веома апстрактних.
Његова академска оспособљеност, аналитичка вештина и посебно интересовање за семиотику навели су га да кроз практичну примену предложи нередукционистичку теорију анализе уметности које стварају значење засновано на пет креативних „намера“: свесне и несвесне „намере“ уметника; „намере“ дела док настаје; и свесне и несвесне намере уживаоца.
Многе од  академских идеја које је развио Владимир Миличић су предмет разних радова и публикација које се налазе у библиографији. Списак публикација одражава Миличићев широк спектар знања и интересовања. Теме, без сумње, одражавају један  од најширих опсега интересовања које се могу наћи у академским студијама. На то указује и Миличићев  рад на анализи дела особеног аутора, југословенског нобеловца Иве Андрића који је добио међународно признање.

## Књиге
- Миличић, Владимир К. (2019): Пуни модел српске двосложне метрике. Београд: Просвета.
- Miličić, Vladimir K. (2019): Nostalgija pesme i fotografije. Београд: Просвета.
- Миличић, Владимир (1967): Обратен речник на македонскиот јазик. Скопје: Институт за македонски јазик "Крсте Мисирков".